# Zhijin
Zhijin (织金县,  Zhījīn Xiàn) ist ein chinesischer Kreis der Stadt Bijie in der Provinz Guizhou. Die Fläche beträgt 2.873 Quadratkilometer und die Einwohnerzahl 801.900 (Stand: Ende 2018).
Die alte Architektur von Zhijin (Zhijin gu jianzhuqun 织金古建筑群) steht seit 2006 auf der Liste der Denkmäler der Volksrepublik China (6-728).